# Machu Picchu

Machu Picchu

Machu Picchu (keczua Machu Pikchu, stary szczyt) – najlepiej zachowane miasto Inków, w odległości 112 km od Cuzco. Położone jest na wysokości 1999–2400 m n.p.m., na przełęczy między Huayna Picchu a Machu Picchu w peruwiańskich Andach, w paśmie górskim Cordillera de Vilcabamba. Poniżej płynie rzeka Urubamba.
Miasto zbudowano w II połowie XV wieku podczas panowania jednego z najwybitniejszych władców Pachacuti Inca Yupanqui (1438–1471). Pełniło wówczas funkcję głównego centrum ceremonialnego, ale także gospodarczego i obronnego. Zamieszkiwali je kapłani, przedstawiciele inkaskiej arystokracji, żołnierze oraz opiekunowie tamtejszych świątyń. Miasto składało się z dwóch części. W górnej, zwanej hanman, znajdowały się: świątynia słońca, grobowiec królewski, pałac królewski oraz Intihuatana, największa inkaska świętość. W dolnej mieściły się domy mieszkalne kryte strzechą oraz warsztaty produkcyjne. Na stromych zboczach otaczających miasto były tarasy uprawne o szerokości od 2 do 4 m, z pionowymi ścianami między nimi wzniesionymi z kamieni.
Miasto opuszczono ok. 1537 roku. Współczesna nazwa miasta jest połączeniem machu (stary) w języku keczua i zapożyczonego z hiszpańskiego słowa pico (‘szczyt’). Oryginalnie miasto nazywało się Patallaqta, od keczuańskich słów pata (‘stopień, schodek’) i llaqta (‘miasto’).

## Historia
Machu Picchu zostało zbudowane około 1450–1460. Budowa przypada na czas panowania dwóch inkaskich władców, Pachacuteca (1438–1471) oraz Túpaca Yupanqui (1472–1493). Archeologowie zgadzają się, że Pachacutec zamówił budowlę jako jego własną królewską posiadłość po udanej wyprawie wojennej. Miasto było używane przez około 80 lat i zostało opuszczone prawdopodobnie ze względu na zniszczenia w innych obszarach Państwa Inków. Istnieje też teoria, że mieszkańcy miasta zmarli na ospę przeniesioną na te tereny przez europejskich podróżników, co miało miejsce jeszcze przed pojawieniem się w pobliżu konkwistadorów.

### Codzienne życie w królewskiej posiadłości Machu Picchu
W czasie, gdy Machu Picchu funkcjonowało jako posiadłość królewska, mieszkało tam do 750 osób. Większość z nich pełniła funkcje służebne. (tzw. yanakuna). Wypełniali oni wiele różnych zadań dla Inków, inkaskiej królowej i kapłanów. Mogli oni mieć swoje nieruchomości, a czasem nawet własne farmy i gospodarstwa. Nie byli oni niewolnikami, nie przymuszano ich do pracy. Najczęściej zajmowali się rzemiosłem, opiekowali się stadami czy utrzymaniem domów szlachty. Choć posiadłość należała do władcy, mieszkali tam też duchowni i mayocs, czyli tymczasowi pracownicy. Jednak w ciężkich czasach za panowania Pachacuteca, ludność Machu Picchu liczyła zaledwie 100 służących i kilku ekspertów, którzy zajmowali się przechowywaniem żywności.
Badania pochowków wykazały, że dużą część społeczności żyjącej w Machu Picchu stanowili imigranci z różnych okolic. W ich kościach nie znaleziono znaczników chemicznych ani osteologicznych, które posiadaliby, gdyby od urodzenia; mieszkali w Machu Picchu. Jednocześnie odkryto uszkodzenia kości spowodowane przez różne gatunki pasożytów rodzimych dla innych terenów Peru. Występowały również różne stresory osteologiczne i różna gęstość kości, które mogą świadczyć o różnych sposobach odżywania się poszczególnych osób. Podstawą ich pożywienia były: kukurydza, ziemniaki, ziarna zbóż, rośliny strączkowe oraz ryby. W okresie pobytu w Machu Picchu ludzie ci spożywali więcej kukurydzy, a mniej ryb.. Szkielety znalezione w Machu Picchu wyróżniają się stosunkowo niewielkimi uszkodzeniami kości powstałymi przez wykonywanie ciężkich prac fizycznych. Większość pochowanych tu ludzi miało zdrowsze kości, niż mieszkańcy innych rejonów państwa Inków. Artretyzm i złamania kości występowały jedynie u osób, które wykonywały ciężkie prace lub służyły w wojsku.
W Machu Picchu żyli nie tylko ludzie, ale również zwierzęta. Znaleziono kości  lam i alpak, które nie występowały na terenach położonych znacznie wyżej niż Machu Picchu. Najprawdopodobniej zwierzęta zostały sprowadzone z regionu Puna ze względu na mięso i skórę.
W wykopaliskach prowadzonych na obszarze jaskiń będących miejscami pochówku odnaleziono szczątki świnek morskich. Były one wykorzystywane do obrzędów pogrzebowych i religijnych oraz stanowiły pożywienie. Ponadto odkopano też szczątki sześciu psów – ze względu na rozmieszczenie ich wśród ludzkich kości uważa się, że służyły one jako towarzysze zmarłych.

### Rolnictwo
W Machu Picchu większość roślin uprawiano na setkach tarasów zbudowanych przez ludzi. Tarasy budowano z myślą o zapewnieniu odwadniania i dobrej żyzności gleby; chroniły też zbocze góry przed erozją i osunięciami ziemi. Ich konstrukcja nie była idealna, zdarzały się osunięcia podczas budowy Machu Picchu. Nadal można zobaczyć, gdzie tarasy przesunęły się pod wpływem osuwisk, a następnie zostały naprawione przez Inków.
Szacuje się, że ten obszar był nawadniany przez ponad 1800 mm deszczu każdego roku od 1450. Z powodu dużej ilości wody deszczowej irygacja tarasów w Machu Picchu nie była potrzebna; tarasy otrzymywały tyle deszczu, że zostały zbudowane specjalnie z myślą o możliwości odprowadzenia dodatkowej wody. Wykopaliska i gleba przeanalizowana przez Kennetha Wrighta w latach 90 wykazały, że tarasy były budowane warstwowo. Dolna warstwa zawierała dużo większych kamieni, które były przykryte drobnym, luźnym żwirem. Na wierzchu żwiru była mieszanina piasku i żwiru, a na jej wierzchu znajdowała się warstwa gleby uprawnej. Ziemie wykorzystywane do uprawy na tarasach sprowadzano z doliny, ponieważ znajdująca się wyżej gleba górska nie była wystarczająco żyzna.
Tarasy obejmowały tylko 12 akrów terenu, na których rosły głównie ziemniaki i kukurydza. Powierzchnia ta nie mogła wystarczyć do wyżywienia 750 osób mieszkających w Machu Picchu – większość żywności, którą żywili się mieszkańcy, sprowadzano z sąsiadujących dolin.

## Odkrycie i eksploracja miasta
Mimo tego, że Machu Picchu znajdowało się jedynie 80 km od stolicy Inków, Cusco, Hiszpanie nigdy nie odnaleźli miasta. Konkwistadorzy mieli notatki o istnieniu miejsca zwanego „Piccho”, ale nigdy go nie znaleźli. Święte skały, które w innych regionach Peru zostały zbezczeszczone przez konkwistadorów, były w Machu Picchu nietknięte.

### Hiram Bingham III
Odkrycie Machu Picchu przypisywane jest amerykańskiemu uczonemu, profesorowi Uniwersytetu Yale, Hiramowi Binghamowi. Bingham trafił tam 24 lipca 1911 z władającym językiem keczua przewodnikiem Melchorem Arteaga. Wracał na miejsce odkrycia kilkukrotnie. W 1912 prowadził tam wykopaliska archeologiczne finansowane przez Uniwersytet Yale oraz National Geographic Society. Kolejne, szersze wykopaliska prowadził w 1915 roku. Później Machu Picchu było także badane przez peruwiańskich archeologów: w 1934 przez Luisa E. Valcarcela, zaś w latach 1940–1941 przez Paula Fejosa. Cywilizowane eksploracje prowadzone od pierwszej wyprawy Binghama pozwoliły na odkrycie tysięcy zabytkowych przedmiotów, w tym mumii, srebrnych posążków, złotych spinek i naczyń ceramicznych. Łącznie Hiram Bingham wywiózł legalnie do Stanów Zjednoczonych 4000 zabytkowych przedmiotów, które trafiły na Uniwersytet Yale. Rząd peruwiański domaga się jednak ich zwrotu. Część kolekcji powróciła do Peru po zawartym w 2007 roku porozumieniu między peruwiańskimi władzami a Uniwersytetem Yale.

### Augusto Berns
Jak wskazują kwerendy przeprowadzone przez amerykańskiego badacza Paolo Greera w peruwiańskich i amerykańskich archiwach, Machu Picchu było eksplorowane w dziki sposób znacznie wcześniej przed badaniami Binghama. Jak twierdzi Greer odnalezione listy oraz mapy niemieckiego przedsiębiorcy Augusto Bernsa dowodzą, że w 1867 u podnóża góry, na której znajduje się miasto, zbudował on tartak i prawdopodobnie w tym roku odnalazł Machu Picchu. Jak wskazuje Greer opisy z listów Bernsa doskonale pasują do wyglądu Machu Picchu, a na jednej z map autorstwa Hermana Göhringa, sporządzonej w 1874, miasto jest dokładnie zaznaczone. Berns założył spółkę, która poza produkcją tartaczną zajmowała się przemysłową eksploracją i handlowała zawartością grobowców oraz innymi zabytkowymi przedmiotami. W tym procederze korzystał ze wsparcia rządu Peru, któremu na podstawie bardzo intratnej umowy oddawał jedynie 10 procent zysku, część otrzymywał prawdopodobnie też prezydent Peru Andreas Avelino Caceres. Jak twierdzi Greer wspólnikami Bernsa byli dyrektor biblioteki narodowej oraz profesor uniwersytetu w Limie (prywatnie kolekcjoner zabytków). Berns prowadził rabunkową eksplorację miasta przez wiele lat, a znaleziska trafiały w znacznej mierze do Europy.
Naukowcy wzbraniają się przed nadawaniem Bernsowi miana odkrywcy, jak zaczęły o nim pisać media.

## Budowa i wygląd
Ruiny miasta początkowo utożsamiano z Vilcabambą, ostatnią stolicą Inków. Na pobliskich zboczach znajdują się tarasy rolne. Miasto-twierdza zostało zbudowane z jasnego granitu. Budowniczowie maksymalnie wykorzystali rzeźbę terenu, łącząc mury z istniejącymi wcześniej skałami. W niższej, wschodniej części miasta są pozostałości dzielnic mieszkalnych. Położona wyżej część zachodnia była centrum kulturowym. Stamtąd można przejść do położonego najwyżej obserwatorium astronomicznego, Intihuatana (‘miejsce, gdzie przystaje słońce’). Kamienny słup stojący w centrum został wyrzeźbiony w litej skale. Obserwacje astronomiczne prowadzone były także ze zbudowanej na planie podkowy Wieży Słońca oraz Świątyni Trzech Okien. Budowle te miały tak usytuowane otwory okienne, aby padające przez nie słońce podczas przesilenia zimowego oświetlało kamień we wnętrzu pomieszczenia.
Położone na różnych poziomach miasto miało system kanałów doprowadzających wodę zebraną w wykutych w skale zbiornikach. Najbardziej widocznym elementem architektury są wszechobecne schody. Doliczono się 1200 stopni. Zapewniały one komunikację wewnątrz położonego na różnych poziomach miasta. 
Do rozmierzania swoich budynków Inkowie stosowali dwa moduły (zwane quanta). Podstawowy miał 42 cm i odpowiadał długości łokcia, przy czym znano go z hiszpańskich kronik. Do roku 2020 nikt nie spodziewał się istnienia drugiego modułu. Mierzący 54 cm, nie wynikał wprost z długości którejś części ludzkiego ciała. Jego istnienie odkryła dr Anna Kubicka z Politechniki Wrocławskiej i określiła go „łokciem królewskim”, bo była to jednostka używana do rozmierzania obiektów o wyższej randze. „Łokieć królewski” był powiązany z zespołami budynków reprezentacyjno-mieszkalnych, należących do elity inkaskiej. Natomiast ten drugi, podstawowy – z zespołami zabudowań gospodarczych, warsztatowych, dla służby yanaconas towarzyszącej elicie inkaskiej.

## Funkcje
Na podstawie badań archeologicznych z początku XX wieku amerykański uczony George Eaton twierdził, że znaczącą większość pochowanych w Machu Picchu stanowiły kobiety (na dziesięć szkieletów tylko jeden należał do mężczyzny). Stąd wnioskowano, że Machu Picchu było sanktuarium Dziewic Słońca, a nie typowym miastem bądź twierdzą. Później stwierdzono jednak, że wnioski były błędne: George Eaton nie wziął pod uwagę cech typowych dla Indian (drobna budowa, lekki kościec i niski wzrost zarówno u mężczyzn, jak i kobiet). W 2000 roku John Verano, wówczas pracownik naukowy Uniwersytetu Yale, przebadał kości raz jeszcze, uwzględniając współczesną wiedzę, i okazało się, że liczba szczątków należących do mężczyzn i kobiet jest podobna.
Obok ludzkich szkieletów odnaleziono także szczątki wymarłych przed setkami lat zwierząt, które były prawdopodobne zostawiane w grobowcach jako pożywienie dla zmarłych. Uczestniczący w ekspedycji osteolog George F. Eaton opisał czaszki kuskoszczura inkaskiego (wymarłego przed stuleciami gatunku gryzonia z rodziny szynszyloszczurowatych).
7 lipca 2007 roku obiekt został ogłoszony jednym z nowych siedmiu cudów świata.

## Nazewnictwo
Dziś nie wiadomo pod jaką nazwą funkcjonowało miasto, kiedy na jego ulicach toczyło się życie codzienne. W 1911 roku Hiram Bingham usłyszał "machupicchu" od przewodnika Melchora Arteagi. Temu jednak nie chodziło o nazwę miasta, lecz o miejsce, w którym ono się znajduje, bowiem w języku keczua "machupicchu" oznacza "stary szczyt".
Istnieją także pewne nieścisłości związane z zapisem nazwy. Biorąc pod uwagę gramatykę języka keczua, poprawnie brzmiącą formą zapisu powinno być "Machupicchu", bowiem według zasad pisowni tego języka, nazwa jest jednowyrazowym toponimem. Obecna forma przyjęła się ze względu na popularność.